# Església de Santa Eulàlia de Riuprimer
L'Església de Santa Eulàlia de Riuprimer és una obra amb elements romànics, barrocs i eclèctics de Santa Eulàlia de Riuprimer (Osona) inclosa a l'Inventari del Patrimoni Arquitectònic de Catalunya.

## Descripció
Edifici religiós. Església amb la façana orientada a ponent en la qual es marca un cos central cobert a dues vessants i dos cossos laterals coberts a una sola vessant. El portal és de forma rectangular amb un frontó al damunt, datat al 1805, on al damunt hi ha un ull de bou. Els cossos laterals tenen finestres rectangulars. L'interior de la nau central és coberta amb volta en la qual s'hi marquen quatre trams, el primer correspon al cor. Les naus laterals són cobertes amb volta de creueria. Es forma també un petit creuer.
Al mur exterior de migdia es marca l'antic portal de l'edificació romànica. A la part de la capçalera, a llevant, hi ha la capella fonada oberta a l'exterior amb òculs. Adossat a ponent hi ha un campanaret de planta quadrada de tres pisos i cobert a quatre vessants.
La capella del Santíssim està decorada amb pintures de Llucià Costa.

## Història
El document més antic que parla de la parròquia data del 872. L'església surt esmentada al 946 i fou consagrada pel bisbe Oliva el 15 de maig de 1041. L'església està situada al mateix indret i conserva alguns murs del segle xi. L'antic portal de migdia està cegat. Fou ampliada i reformada durant els segles XVII i XVIII amb capelles laterals. Al 1805 va sofrir una reforma radical. La capella fonda conserva pintures de Llucià Costa (segle XX).